# Bálint Elemér
Bálint Elemér, született Bauer Elemér (Budapest, 1888. december 4. – Budapest, 1966. augusztus 20.) matematikus, a matematikai tudományok kandidátusa (1952), az MTA tagja. 

## Élete
Bauer Mór (1849–1919) gyárigazgató és Weisz Zsófia (1864–1932) gyermekeként született. 1911-ben a budapesti Műegyetemen szerzett tanári oklevelet. Ezt követően a budapesti VI. kerületi főreáliskola tanára lett, s mellette a Műegyetem ábrázoló geometria tanszékén tanított. 1915-ben doktorált a valós együtthatós egyenletek valós gyökeiről készített értekezésével. Az első világháborúban katonaként vett részt. Az 1919-es események után állásától megfosztották. 1937-ben biztosítási matematikusi képesítést szerzett és 1938-ig az Osztrák Biztosító Társaságok Magyar Fiókjánál volt matematikus, majd az 1944-es év végéig a Pikler-féle Biztosító Irodánál dolgozott. 1945 után a Pénzügyminisztériumba került, ahol a biztosítással foglalkozó magánvállalatokat felügyelte. 1948-ban a Gazdák Biztosító Szövetkezetnél vezérigazgató-helyettes lett, s részt vett az Állami Biztosító megszervezésében, melynek rövid ideig vezérigazgató-helyettese volt, majd visszatért a Pénzügyminisztériumba, azután az OTP osztályvezetője lett. 1950 decemberében az Országos Nyugdíjintézet elnökhelyettesévé választották, 1951-ben az Állami Műszaki Főiskola matematikai tanszékének vezetésével bízták meg. Annak megszűnte után a BME VI. számú matematikai tanszékét vezette. Később a BME Villamosmérnöki, majd a Gépészmérnöki Karán volt docens, nyugalomba vonulásáig, 1962-ig.

## Családja
Felesége Kheil Ilona (1889–?) volt, Kheil Ferenc és Klampfer Hermina lánya, akivel 1914. február 2-án Budapesten, a Terézvárosban kötött házasságot. 1942 decemberében áttért a római katolikus vallásra, s utóneve Elemér Ferencre változott. 1945-ben elváltak. 1946-ban ismét megnősült, s feleségül vette Kapfer Annát. Fia Bálint Péter.

## Főbb művei
- Valós együtthatós egyenletek valós gyökeiről. (Budapest, 1916)
- Numerikus és grafikus közelítő módszerek (Budapest, 1955)
- Közelítő matematikai módszerek műszaki feladatokkal (Budapest, 1966)